# Alexis Souahy
Alexis Souahy, né le 13 janvier 1995 à Montreuil, est un footballeur international comorien jouant au poste de défenseur central à l'Union Omaha (en) en USL League One. Il possède également la nationalité française.

## Biographie

### Parcours en club
En 2010, alors licencié à l'US Boulogne, il termine troisième de la Coupe Nationale U15 avec la sélection de la Ligue du Nord-Pas-de-Calais, aux côtés de Wylan Cyprien, Jean-Philippe Gbamin et Ange-Freddy Plumain.
Alexis Souahy est formé au centre de formation du Havre AC. Il part ensuite aux États-Unis, évoluant dans les équipes de football universitaires des Falcons de Notre Dame (en) et des Falcons de Bowling Green, ainsi qu'aux Bucks du Michigan en PDL,,.
Le 15 janvier 2018, il rejoint Louisville City, qui évolue en United Soccer League,,, et remporte le titre cette année-là face au Rising de Phoenix de Didier Drogba,. Le 2 décembre 2021, l'option de son contrat n'est pas levée et il quitte donc Louisville City.
Le 28 décembre 2021, il s'engage à New Mexico United, qui joue dans le même championnat,.

### Parcours en sélection
Alexis Souahy est convoqué pour la première fois en sélection nationale comorienne en novembre 2021 pour le stage de préparation ponctué par un match entre les Comores et la Sierra Leone, où il n'entre pas en jeu.
Il fait partie du groupe comorien convoqué en décembre 2021 pour participer à la Coupe d'Afrique des nations 2021 au Cameroun. Il étrenne sa première sélection internationale le 31 décembre 2021 lors d'un match de préparation contre le Malawi à Djeddah (défaite 2-1).

## Palmarès
Louisville City
- Champion de la United Soccer League en 2018
- Vice-champion du USL Championship en 2019